# Steve Eaton
Steve Eaton (sinh ngày 25 tháng 12 năm 1959) là một cầu thủ bóng đá người Anh, thi đấu ở vị trí hậu vệ ở Football League cho Tranmere Rovers trong mùa giải 1978-79. Eaton cũng thi đấu cho Telford United.